# Nationell upplysningsbyrå
En nationell upplysningsbyrå organiseras för att förmedla upplysningar om frihetsberövade – krigsfångar och civilinternerade – avlidna i krig.

## Bakgrund
Redan vid slaget vid Solferino (1859) stod det klart för Röda korsets grundare Henry Dunant hur viktigt det är för anhöriga att få vetskap om vad som hänt en saknad familjemedlem. Vid sidan om sitt arbete med att organisera omhändertagandet av sårade på slagfältet, försökte han också ta reda på de skadades och dödas namn för att kunna underrätta deras familjer om deras öde. 
I detta syfte ska de krigförande parterna också idag upprätta nationella upplysningsbyråer där all information om krigsfångar, civilinternerade, skadade och döda centraliseras och sedan skickas via Internationella Rödakorskommittén (ICRC) till motparten i konflikten som i sin tur informerar de anhöriga. 
Upplysningsbyråer med denna uppgift har upprättats under flera konflikter i modern tid, till exempel i samband med Irakkriget. I de flesta länder är det staten som planerar för och, i förekommande fall, upprättar landets nationella upplysningsbyrå, men några stater har uppdragit åt sin nationella rödakorsförening att sköta uppgiften, däribland Sverige.

## Nationella upplysningsbyrån i Sverige
Den svenska regeringen har sedan 1997 anförtrott Svenska Röda Korset att planera för, upprätta och bemanna en nationell upplysningsbyrå i händelse av att Sverige skulle bli indraget i en väpnad konflikt. Därför pågår ett visst förberedelsearbete med att upprätta byrån. En viktig förutsättning för att upplysningsverksamheten ska fungera när den behövs är att det redan i fredstid skapas upparbetade informationskanaler och arbetsrutiner. Nationella upplysningsbyrån håller därför regelbundet kontakt med Internationella rödakorskommittén och har också ett nätverk av svenska myndigheter och organisationer som medverkar i planering, utbildning och övning av funktionen.
Nätverket, som tillsammans utgör en rådgivande delegation till Nationella upplysningsbyrån, består av representanter för Försvarsdepartementet, Försvarsmakten, Plikt- och prövningsverket, Migrationsverket, Myndigheten för samhällsskydd och beredskap samt Sveriges Kommuner och Regioner. Samarbetet regleras i den så kallade NUB-förordningen och i Lagen om kommuners och regioners åtgärder inför och vid extraordinära händelser i fredstid och höjd beredskap.
- Försvarsdepartementet är uppdragsgivare och finansierar verksamheten.

- Försvarsmakten författar reglementen och utbildar den militära personal som på ett korrekt sätt ska hantera alla krigsfångar i Sveriges våld. Upplysningar om krigsfångarna ska lämnas till Pliktverket.

- Totalförsvarets plikt- och prövningsverk (Pliktverket) ska samla och vidarebefordra den information som inkommit från Försvarsmakten till Nationella upplysningsbyrån (NUB). Pliktverket ska också ta emot och vidarebefordra information från NUB om svenska soldater som tagits tillfånga av främmande makt.

- Migrationsverket  ska lämna information om civila personer av utländsk nationalitet som i samband med en konflikt hålls i förvar i Sverige.

- Myndigheten för samhällsskydd och beredskap har ett övergripande ansvar för samordning av Sveriges civila beredskap. I händelse av krig är alla myndigheter, regioner, kommuner och ansvariga för allmänna begravningsplatser enligt lag skyldiga att lämna upplysningar om eventuella krigsfångar och andra skyddade personer i Sveriges våld. Grundläggande bestämmelser om NUB finns i lag och förordning. Vid behov får Myndigheten för samhällsskydd och beredskap meddela ytterligare föreskrifter.

- Sveriges Kommuner och Regioner samlar landets kommuner, landsting och regioner. Varje kommun och region som får information om krigsfångar och andra skyddade personer ska lämna informationen till Pliktverket respektive Migrationsverket för vidarebefordran till Nationella upplysningsbyrån.

### Organisation
Den nationella upplysningsbyrån i Sverige upprättas i händelse av krig eller annan väpnad konflikt från den tidpunkt som regeringen bestämmer. Den är då inte längre en del av Svenska Röda Korsets linjeorganisation utan en fristående enhet, ledd av en chef för NUB. Det är Röda Korset som upprättar och bemannar alla funktioner i NUB, men ytterst är det den svenska staten, som undertecknat tredje och fjärde Genèvekonventionerna, som ansvarar för att byrån uppfyller de krav som konventionerna ställer.
Ett femtontal personer, som är eller har varit anställda vid Röda Korset, är för närvarande krigsplacerade vid Nationella upplysningsbyrån. I fredstid sköter de sina ordinarie arbeten, men avsätter två–tre dagar per år för utbildning och övning med upplysningsbyrån.
En tjänsteman ansvarar för att underhålla internationella kontakter, samarbetet med den rådgivande delegationen och för att planera för utbildning och övning och att informera om byråns verksamhet.

### Uppgifter

#### Lämna och ta emot upplysningar om krigsfångar
Nationella upplysningsbyrån ska ta emot och lämna upplysningar om vilka krigsfångar som befinner sig i Sveriges våld och var de finns. Om fångarna behöver sjukhusvård eller förflyttas av annan anledning ska detta också rapporteras. På så sätt kan fångarnas familjer hållas underrättade om var deras anhöriga befinner sig och också ha möjlighet att kontakta dem.
Om fångarna är allvarligt skadade eller sjuka ska Nationella upplysningsbyrån regelbundet förmedla information om deras hälsotillstånd, om möjligt varje vecka. Upplysningar ska också lämnas om dem som stupat eller dött av annan anledning och om belägenheten av de gravar som anordnats. 
På samma sätt ska Nationella upplysningsbyrån ta emot motsvarande upplysningar om svenska krigsfångar i främmande makts våld och via Pliktverket vidarebefordra dem Försvarsmakten som informerar fångarnas anhöriga.

#### Lämna och ta emot upplysningar om andra skyddade personer
Nationella upplysningsbyrån i Sverige ska också ta emot och lämna information som rör andra skyddade personer. Med ”andra skyddade personer” avses i det här fallet utländska medborgare som för rikets säkerhet hålls i förvar under pågående konflikt, så kallade civilinternerade.
Upplysningsskyldigheten gäller också eventuella svenskar som av motsvarande skäl internerats av främmande makt. Dessa upplysningar ska vidarebefordras till Utrikesdepartementet, som underrättar personernas anhöriga.

#### Besvara förfrågningar
Nationella upplysningsbyrån ska besvara förfrågningar om krigsfångar och andra skyddade personer som är i Sveriges våld, förutsatt att utlämnandet av upplysningar inte är till men för dessa personer eller deras familjer.

#### Hantera värdeföremål
Om krigsfångar eller andra skyddade personer i samband med hemsändande, frigivning, rymning eller dödsfall lämnar efter sig värdeföremål eller handlingar av vikt, ska Nationella upplysningsbyrån via vederbörande makter vidarebefordra föremålen till dem eller till deras anhöriga

### Webbkällor
- Lag 2006:544 i sin helhet Hämtad 2012-02-14
- NUB-förordningen i sin helhet Hämtad 2012-02-14
- Svensk manual i humanitär rätt, bilaga 7 Hämtad 2016-01-21
- Röda Korsets hemsida Hämtad 2010-12-30